# 恰拉里斯哈里耶夫
恰拉里斯哈里耶夫（Charari Sharief），是印度查谟-克什米尔邦Badgam县的一个城镇。总人口7378（2001年）。

## 人口
该地2001年总人口7378人，其中男性3911人，女性3467人；0—6岁人口897人，其中男498人，女399人；识字率48.05%，其中男性为55.74%，女性为39.37%。